# Orthomorpha sumbawana
Orthomorpha sumbawana är en mångfotingart som beskrevs av Carl Graf Attems 1930. Orthomorpha sumbawana ingår i släktet Orthomorpha och familjen orangeridubbelfotingar. Inga underarter finns listade i Catalogue of Life.